# Parc provincial Thomas Raddall
Le parc provincial Thomas Raddall (anglais : Thomas Raddall Provincial Park) est un parc provincial situé dans le comté de Queens près du village de Port Joli. Il est situé près de l'annexe côtière du parc national de Kejimkujik.

## Toponymie
Le parc a été nommé en l'honneur de l'écrivain et historien Thomas Head Raddall (en) (1914-1994). Ses recherches sur le port Joli lui ont permis de trouver de restes de coquillages du 2 500 ans prouvant l'utilisation estivale du site par les Micmacs.